# Bill Bruford
William Scott "Bill" Bruford (ur. 17 maja 1949 w Sevenoaks w hrabstwie Kent) – brytyjski perkusista rockowy i jazzowy.

## Życiorys
Na początku kariery występował w składach progresywnych zespołów rockowych: Yes (1968–1972 oraz 1990–1991), King Crimson (1972–1974 i od 1981 do końca lat 90.), Gong (tylko koncerty w roku 1974), National Health (1975, 1976), Genesis (tylko koncerty w 1976), UK (1977–1978) wraz z Eddiem Jobsonem, Allanem Holdsworthem i Johnem Wettonem, Bruford (1977–1981), Bill Bruford's Earthworks oraz ABWH (1989).
Od końca lat 70. wydawał płyty solowe. Od 1986 występował pod szyldem Earthworks. Znany jest z doskonałej techniki, innowacyjnego wykorzystania talerzy, metalowych bębnów, elektronicznej perkusji oraz melodyjnej gry na perkusji. W 2007 roku muzyk został sklasyfikowany na 23. miejscu listy 50 najlepszych perkusistów rockowych według Stylus Magazine. W 2009 roku zakończył karierę muzyka.
W 2016 obronił na University of Surrey doktorat z zakresu muzykologii.
W 2017, jako członek zespołu Yes, został wprowadzony do Rock and Roll Hall of Fame.

## Dyskografia
- Patrick Moraz, Bill Bruford – Music For Piano And Drums (1983, Editions EG)[6]
- Patrick Moraz, Bill Bruford – Flags (1985, EG Records)[7]
- The New Percussion Group Of Amsterdam, Bill Bruford, Keiko Abe – Go Between (1987, Editions EG)[8]
- Bill Bruford, Ralph Towner, Eddie Gomez – If Summer Had Its Ghosts (1997, Discipline Global Mobile)[9]
- Bill Bruford, Tony Levin, David Torn, Chris Botti – Bruford Levin Upper Extremities (1998, Discipline Global Mobile)[10]
- Pete Lockett's Network Of Sparks Featuring Bill Bruford – One (1999, M.E.L.T. 2000)[11]
- Bill Bruford, Michiel Borstlap – Every Step A Dance, Every Word A Song (2004, Summerfold)[12]
- Bill Bruford, Tim Garland – Earthworks Underground Orchestra (2006, Summerfold)[13]
- Bill Bruford, Michiel Borstlap – In Two Minds (2007, Summerfold)[14]
- Pianocircus featuring Bill Bruford – Skin And Wine: Play The Music Of Colin Riley (2009, Summerfold)[15]

## Publikacje
- Bill Bruford The Autobiography, 2009, Jawbone Press, ISBN 978-1-906002-23-7
- When in Doubt, Roll!, 2012, Foruli Classics, ISBN 978-1-905792-31-3

## Filmografia
- „Prog Rock Britannia” (2009, film dokumentalny, reżyseria: Chris Rodley)[16]